# Earl Hooker

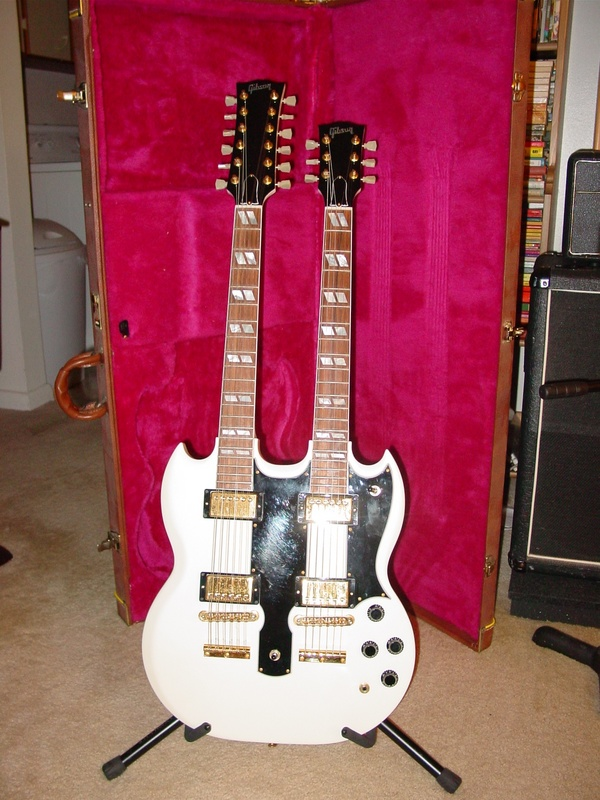
En Gibson EDS-1275. Earl Hookers var dock brun och hade texten "EARL" på det tolvsträngade huvudet och "HOOKER" på kroppen.

Earl Zebedee Hooker, född den 15 januari 1930 i Quitman County, Mississippi nära Clarksdale, död den 21 april 1970 i Chicago, Illinois, var en amerikansk bluesgitarrist, känd får sin slideteknik. Förutom att han ledde egna band, spelade han tillsammans med bland andra Robert Nighthawk, Sonny Boy Williamson II, Junior Wells och (kusinen) John Lee Hooker.
Hooker var tidig med att ta åt sig tekniska nyheter. Han var en av de första att använda wah-wah-pedal (Jimi Hendrix kallade honom "wah-wah-pedalens mästare") och delay och han började tidigt spela på tvåhalsade elgitarrer (först en Danelectro bas/sexsträngad och därefter en Gibson tolv-/sexsträngad). B.B. King sade om honom att "Earl Hooker är den bäste slide-gitarrist jag nånsin hört. Han visste alltid precis vad han gjorde."
Earl Hooker valdes in i Blues Hall of Fame 2013.

## Diskografi

### Singlar
Nedan listas bara singlar med Hookers namn på etiketten. Utöver dessa medverkar han på ett stort antal inspelningar (vanligtvis utgivna under sångarens namn).
- 1953 Race Track / Blue Guitar Blues (King 4600)
- 1953 Sweet Angel / On The Hook (Rockin' 513)
- 1956 Frog Hop / Guitar Rumba (Argo 5265)
- 1959  Senorita Junita [ Sic! ] / Sweet Soosie (C.J. 6045) Med Harold Tidwell.
- 1959 Do The Chickin / Yea Yea (C.J. 613)
- 1960 Dynamite (Bea & Baby 106) Bobby Saxton på ena sidan.
- 1960  Galloping Horses A Lazy Mule (med Junior Wells) / Blues In D Natural (Chief C 7016)
- 1960 Universal Rock / Messing With The Kid (Chief C-7021) Med Junior Wells.
- 1961 Rockin' With The Kid / Rockin' Wild (Chief C-7031)
- 1961 Apache War Dance / Apache War Dance/This Little Voice (med  A.C. Reed) (Age 29101)
- 1961 Swear To Tell The Truth / Blue Guitar (Age 29106)
- 1962 How Long Can This Go On / These Cotton-Picking Blues (Age 29111)
- 1962 That Man / Win The Dance (Age 29114) Med The Earlettes.
- 1962 Tanya / Put Your Shoes On Willie (Checker 1025)
- 1963 The Leading Brand / Blues In "D" Natural (Mel-Lon 1001)
- 1963 Wild Moments / Chicken (C.J. 643)
- 1967 Dynamite / The End Of The Blues (Cuca 6733)
- 1969 Dust My Broom / You Took All My Love (Cuca 1445)
- 1969 Boogie Don't Blot / Funky Blues (Blue Horizon 57-3166).[6]
- 1970 Wah Wah Blues / You Don't Want Me (Arhoolie 45-521)

Här bör också nämnas några inspelningar av Earl Hooker som rakt upp och ner "dubbades" över av Chess, som i stället gav ut dem med pålagd sång av Muddy Waters:
- 1962 Muddy Waters: You Shook Me (Chess 1827)  Ursprungligen Blue Guitar av Hooker. Ny text av Willie Dixon.[7][8]
- 1962 Muddy Waters: You Need Love / Little Brown Bird (Chess 1839)

### Album
Utgivna under Hookers livstid:
- 1967 The Genius of Earl Hooker (Cuca KS-3400)
- 1969 Two Bugs And A Roach (Arhoolie F 1044)
- 1969 Don't Have To Worry (Bluesway BLS-6032)
- 1969 John Lee Hooker Featuring Earl Hooker: If You Miss 'Im...I Got 'Im (Bluesway BLS 6038)
- 1970 Sweet Black Angel (Blue Thumb BTS 8702)

Nämnvärda efterutgivningar och samlingsalbum:
- 1972 Funk: The Last of the Great Earl Hooker (Blues On Blues 10002)
- 1973 Brownie McGhee & Sonny Terry with Earl Hooker: I Couldn't Believe My Eyes (Bluesway BLS/BLQ 6059)
- 1975 Hooker and Steve (Arhoolie 1051) Med Steve Miller.
- 1985 Play Your Guitar, Mr. Hooker! (Black Magic 9006) Återutgivning av inspelningar på Cuca 1964-1968
- 1986 His First and Last Recordings (Arhoolie 1066)
- 1998 The Moon Is Rising (Arhoolie CD 468) Live-inspelning på Pepper's Lounge, Chicago 1969.
- 1999 Simply the Best: Earl Hooker Collection (MCA CD 11811) Blandade inpelningar från 1956-1969, ofta med andra artister.
- 2003 Blue Guitar: The Chief and Age Sessions 1959–63 (P-Vine PCD-24045)